# 초경지대
초경지대(超境地帶, Cross-border region)란 개별 지역은 서로 다른 독립국가에 속하나, 그보다 작은 지역단위체나 자치체들이 서로 연계되어 이루어진 지역을 말한다. 초경지역,초광역권이라고도 한다. 주로 유럽에서 특징적이다.

## 유럽의 초경지대
유럽에는 많은 초경지대들이 존재한다. 많은 유럽의 초경지대들은 국경 부근의 지자체 단위별로 서로 연합하고 있으며, 인구 약 100만명에 국경에서 50km안에 있는 지역이 대부분이다. 이러한 초경지대들은 유럽연합 유럽위원회(European Commission)로부터 보조금을 지원받고 있다.
유럽의 초경지대들은 법률적 행정적 위치가 다양하다. 많은 경우는 독립국가의 법으로 규정된 행정구역의 일부가 아닌 대신, 그 법률적 지위가 초경지대를 구성하고 있는 개별국가의 자치체끼리 맺은 협약이나 협정에 의해 근거하고 있다.